# Batalla de Alclud Ford
La Batalla de Alclud Ford fue librada alrededor de 580 en un vado desconocido cerca de Alt Clut, el nombre original del Castillo de Dumbarton que pudo también usarse  para todo el Reino de Strathclyde, en la actual Escocia. Se conoce por dos poemas del Libro de Taliesin.
Según Taliesin, el rey anglo Ulph "vino con violencia hacia sus enemigos" y fue encontrado en batalla y asesinado por Urien map Cynfarch, rey de Rheged (probablemente Cumbria y/o Galloway), y su hijo Owain mab Urien, como se cita en dos poemas distintos. El ataque de Bernicia habría sido enfrentado por caballeros armados con lanzas y jabalinas, que representaban el grueso de los guerreros de Rheged, mientras que el ejército de Bernicia habría consistido básicamente en infantería, tal como era el estándar de los guerreros anglosajones de ese periodo. Ulph era probablemente uno de los hijos del rey Ida de Bernicia, muy posiblemente Theodulf, que batalló alrededor de 574 o 590, o potencialmente Frituwaldo, también conocido como Freothulf o Frithuwald, que sometería Alclud Ford alrededor de 580.
La batalla ocurrió en un periodo de supremacía de Rheged, y los ejércitos bajo Urien y Owain eran los más poderosos del norte.